# Agathe Girard
Agathe Cécile Camille Girard (23 de febrero de 2001) es una deportista francesa que compite en tiro, en la modalidad de rifle.
Ganó una medalla de bronce en el Campeonato Mundial de Tiro de 2023 y tres medallas en el Campeonato Europeo de Tiro, en los años 2024 y 2025.

## Palmarés internacional
| Campeonato Mundial | Campeonato Mundial    | Campeonato Mundial | Campeonato Mundial          |
| Año                | Lugar                 | Medalla            | Prueba                      |
| ------------------ | --------------------- | ------------------ | --------------------------- |
| 2023               | Bakú (Azerbaiyán)     | Medalla de bronce  | Rifle en pos. tendida 300 m |
| Campeonato Europeo |                       |                    |                             |
| Año                | Lugar                 | Medalla            | Prueba                      |
| 2024               | Osijek (Croacia)      | Medalla de oro     | Rifle 3 posiciones 300 m    |
| 2025               | Châteauroux (Francia) | Medalla de bronce  | Rifle 3 posiciones 50 m     |
| 2025               | Châteauroux (Francia) | Medalla de bronce  | Rifle 3 posiciones 300 m    |